# Ahmed Bahnini
Ahmed Bahnini (en árabe: أحمد بحنيني; n. Fez, 1909 - Rabat, 10 de julio de 1971) fue un político marroquí durante el principio del reinado de Hassan II, que fungió como cuarto primer ministro de Marruecos (el primero electo mediante elecciones nacionales) entre el 13 de noviembre de 1963 y el 7 de junio de 1965. También fue presidente de la Corte Suprema.

## Biografía
Graduado en la Universidad de Al Karaouine, Bahnini ascendió al poder luego de las primeras elecciones del país en 1963, en las que su partido, el Frente para la Defensa Constitucional de las Instituciones, obtuvo mayoría simple y luego mayoría absoluta, después de que el Tribunal Constitucional anulara algunos escaños de la oposición. Fue depuesto el 7 de junio de 1965 cuando el rey Hassan II disolvió el parlamento. El 10 de julio de 1971, durante la celebración del cumpleaños del Rey Hassan II, Bahnini fue asesinado a tiros por un grupo de soldados sublevados que mataron a una multitud de personas mientras intentaban ejecutar un golpe de Estado que, a fin de cuentas, fracasó.
| Predecesor: Hassán II | Primer ministro de Marruecos 1963-1965 | Sucesor: Hassán II |